# Yoma anak
Yoma anak är en fjärilsart som beskrevs av Hall 1919. Yoma anak ingår i släktet Yoma och familjen praktfjärilar. Inga underarter finns listade i Catalogue of Life.